# Slotje

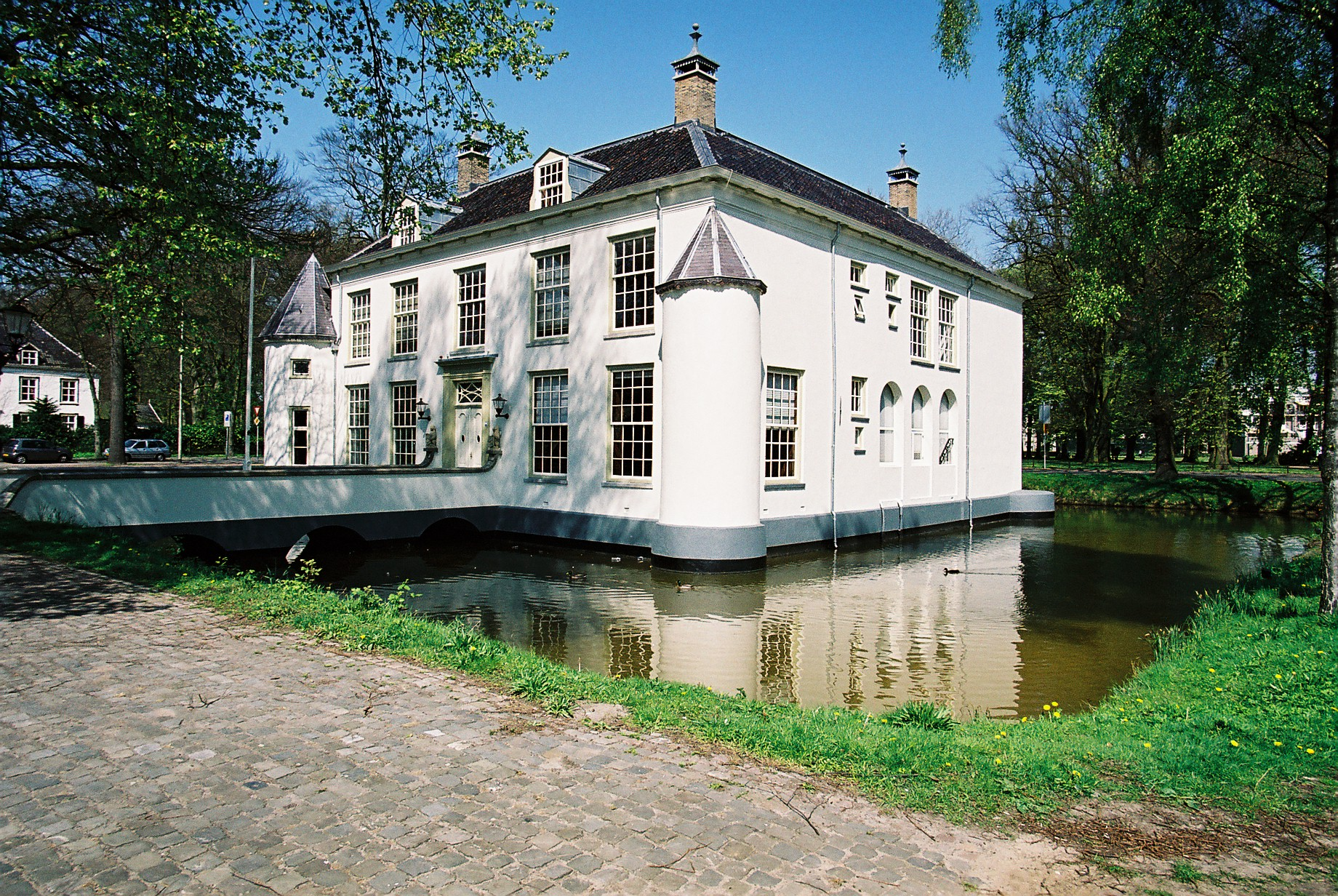
Slotje Limburg te Oosterhout.

Een slotje is een kasteelachtige adellijke behuizing van verwaarloosbare militaire waarde.
Oorspronkelijk was een slotje een behuizing van de bezitters van een heerlijkheid die in steen werd uitgevoerd, zonder een echt kasteel te zijn. Het ging eigenlijk vooral om een statussymbool: een voor die tijd comfortabele edelmanswoning waaraan soms wat kasteelachtige elementen, zoals torentjes en kantelen, en eventueel een poortgebouw met ophaalbrug, waren toegevoegd.
Het bekendst zijn de slotjes van Oosterhout.  
Ook de herenhuizen van kleinere heerlijkheden kan men als slotjes aanmerken. Deze zijn overigens vrijwel allemaal verdwenen of omgebouwd tot boerderij.